# Kota Batu
Kota Batu é uma mukim da daerah de Brunei e Muara do Brunei. A sua capital é a cidade de mesmo nome.